# Дагоново
Даго̀ново е село в Югозападна България. То се намира в община Белица, област Благоевград.

## География
Село Дагоново се намира в планински район на източния бряг на река Места между планините Рила и Родопи на второкласния път, свързващ Велинград и Разлог и е спирка на теснолинейната ЖП линия Септември – Добринище.

## История
До 1955 г. Дагоново е махала (Дагонова махала) на село Бабяк.

## Население

### Етнически състав
Преброяване на населението през 2011 г.
Численост и дял на етническите групи според преброяването на населението през 2011 г.:
|                     | Численост |
| Общо                | 742       |
| Българи             | 118       |
| Турци               | 367       |
| Цигани              | -         |
| Други               | 149       |
| Не се самоопределят | 42        |
| Неотговорили        | 66        |

## Религии
Населението изповядва исляма.